# Tibétain du Kham
Pour les articles homonymes, voir Tibétain (homonymie).
Ne doit pas être confondu avec Kham (langue).
 (juin 2022).
Le tibétain du Kham (tibétain : ཁམས་སྐད, Wylie : Khams skad) fait partie des langues tibétiques principales avec deux autres langues : le tibétain standard, le tibétain de l'Amdo. Il est la langue parlée par la majorité de la population du Kham, une région historique du Tibet, au Sichuan, au Yunnan et au Qinghai.
Le khampa, une variété du tibétain du Kham, est également parlé dans deux enclaves[Quoi ?] au Bhoutan par 780 personnes qui sont les descendants de pasteurs de yacks venus du Kham.

## Variétés
Il existe au total cinq dialectes différents de la langue khame[réf. nécessaire] :
- Kham du Nord, parlé à dans le xiàn de Nangqên et dans la préfecture de Yushul.
- Kham central, parlé à dans les xiàn de Dêgê et de Qambo.
- Khram du Sud, parlé à dans la préfecture de Diqing.
- Kham occidental ou Hor, parlé dans la préfecture de Nagchu.
- Kham oriental, parlé à Kangding.
- Le parler de Gêrzê, est parfois considéré comme un sous-dialecte du kham occidental.

Le khampa et le tseku (en) sont deux variétés avec un faible niveau d'intelligibilité mais qui ont été ajoutés au groupe de variétés du khams par le tibétologue Nicolas Tournadre.